# Abda (obec v Maďarsku)
Abda je obec v Maďarsku v župě Győr-Moson-Sopron v okrese Győr. Má rozlohu 1 902 ha a žije zde 3 126 obyvatel (2008). Obec se nachází v lokalitě Malé maďarské nížině, nedaleko slovenských hranic.